# Castelo de Vaugrenier
O Château de Vaugrenier, também conhecido como Manoir de Vaugrenier, é uma mansão histórica em Villeneuve-Loubet, na França. Foi construída nos séculos XVII e XVIII. Está classificada como monumento histórico oficial pelo Ministério da Cultura da França desde 1992.